# 라인하르트 (오버워치)
라인하르트(독일어: Reinhardt), 본명 라인하르트 빌헬름(독일어: Reinhardt Wilhelm)은 오버워치의 등장인물이다. 오버워치에서 돌격 역할을 하며, 무기는 망치이다.